# Särskild premieskatt för grupplivförsäkring
Särskild premieskatt för grupplivförsäkring, svensk punktskatt. Grupplivförsäkringar som betalas av arbetsgivaren är en skattefri förmån för arbetstagaren och kostnaden är avdragsgill för arbetsgivaren. I stället för att utbetalningarna blir en skattepliktig inkomst har en särskild skatt införts. Skatten beräknas med utgångspunkt från de inbetalda premierna. Arbetsgivare som betalar ut motsvarande ersättning utan att ha försäkring betalar en skatt beräknad på de utbetalda beloppen.